# La Madera (Nuevo México)
La Madera es un lugar designado por el censo ubicado en el condado de Río Arriba en el estado estadounidense de Nuevo México. En el Censo de 2010 tenía una población de 154 habitantes y una densidad poblacional de 13,39 personas por km².

## Geografía
La Madera se encuentra ubicado en las coordenadas 36°22′36″N 106°2′35″O / 36.37667, -106.04306. Según la Oficina del Censo de los Estados Unidos, La Madera tiene una superficie total de 11.5 km², de la cual 11.5 km² corresponden a tierra firme y (0%) 0 km² es agua.

## Demografía
Según el censo de 2010, había 154 personas residiendo en La Madera. La densidad de población era de 13,39 hab./km². De los 154 habitantes, La Madera estaba compuesto por el 60.39% blancos, el 2.6% eran afroamericanos, el 0.65% eran amerindios, el 0% eran asiáticos, el 0% eran isleños del Pacífico, el 30.52% eran de otras razas y el 5.84% pertenecían a dos o más razas. Del total de la población el 72.73% eran hispanos o latinos de cualquier raza.